# Das Gewicht der Ketten
Das Gewicht der Ketten (Originaltitel The Weight of Chains) ist ein kanadischer Dokumentarfilm aus dem Jahr 2010 des kanadischen Regisseurs serbischer Herkunft Boris Malagurski. Der Film analysiert die Rolle, welche die USA, NATO und die EU beim Auseinanderbrechen von Jugoslawien spielten. Er wurde am 17. Dezember 2010 veröffentlicht.

## Inhalt
Der Film beschreibt, wie der Staat Jugoslawien seinen Einwohnern aller Ethnien Wohlstand und Frieden gesichert habe. Der Film erwähnt Ronald Reagans Direktiven (National Security Decisions Directive 133 bis 1984). Diese beinhalten die Forderung Jugoslawien in eine marktorientierte Wirtschaft umzuwandeln. Slobodan Milošević, Franjo Tuđman und Alija Izetbegović werden alle kritisiert und als machtgierig dargestellt. Der Film beschreibt weiterhin, wie der Westen Propaganda gegen die Serben machte und die UÇK, die vor einigen Jahren von der CIA noch als Terrororganisation mit Beziehungen zu Osama bin Laden beschrieben wurde, zu einer Widerstandsgruppe aufgewertet wurde. Das Massaker von Gospić wird erwähnt. Außerdem beschreibt er die Unabhängigkeit des Kosovo, die massiv von den USA unter Präsident George W. Bush unterstützt wurde. Es werden Interviews mit Kosovaren gemacht, die selbst zugeben, eine Art amerikanische Kolonie zu sein. Der Film zeigt auch, wie die neuen Staaten als neue Absatzmärkte erschlossen wurde. Die EU, die nur die Interessen einer elitären Gruppe von Wirtschaftsführern vertreten würde, hätte die Umstände der Staatsneugründungen massiv mitbeeinflusst.

## Kritik
Konstantin Kilibarda kritisierte den Film einerseits handwerklich, weil Malagurski Spielfilmausschnitte dazwischen geschnitten hätte, ohne diese zu erklären, als auch inhaltlich: es sei seichte Propaganda, welche die serbische Mitschuld und Mitverantwortung am Zusammenbruch Jugoslawiens ignoriere.